# Fausto Escrigas
Fausto Escrigas Estrada (Ferrol, febrero de 1925-Madrid, 29 de julio de 1985) fue un vicealmirante de la Armada Española y director general de Política de Defensa, asesinado por la banda terrorista Euskadi Ta Askatasuna (ETA).

## Biografía
Natural de la localidad coruñesa de Ferrol, nació en febrero de 1925, hijo de un vicealmirante de la Armada Española. Estudió para conseguir el título de diplomado de Estado Mayor. Ingresó en la Armada en 1943 y fue ascendiendo en el escalafón hasta alcanzar el puesto de vicealmirante en 1984. Desde febrero de ese mismo año, fungía también como director general de Política de Defensa.
La cúpula de Euskadi Ta Askatasuna (ETA) ordenó atentar contra él. Durante días, Inés del Río Prada y Esteban Esteban Nieto, integrantes del comando Madrid de la banda terrorista, vigilaron a Escrigas siguiendo órdenes de la dirección de la banda. Alrededor de las nueve de la mañana del 29 de julio de 1985, otros terroristas del comando —Ignacio de Juana Chaos, Juan Manuel Soares Gamboa y Belén González Peñalba— atentaron contra él y su chófer, Francisco Marañón García, que lo llevaba por Madrid en su coche oficial. Efectuaron varios disparos desde un vehículo que habían robado. El atentado, que se produjo a escasos metros del domicilio de Escrigas, acabó con la vida de Escrigas y dejó con heridas graves al chófer. El vicealmirante llegó muerto a la clínica La Paz, mientras que a Marañón hubo que operarlo de urgencia, pues tenía una bala en el cerebro.
Escrigas dejó viuda, María Flor Rodríguez, y cuatro hijos. Del Río Prada, De Juana Chaos y Soares Gamboa fueron juzgados el 30 de marzo de 1995 en la Audiencia Nacional, donde se les condenó, en total, a 158 años de cárcel y a indemnizar con 15 millones de pesetas a la familia de Escrigas y con otros 50 millones a su chófer, que, si bien salvó la vida pese a haber llegado al hospital con una bala incrustada en el cerebro, quedó con una incapacidad ya de por vida. En 2006, la Audiencia Nacional condenó también a González Peñalba a indemnizar con 350 000 euros a los herederos de Escrigas y con 360 000 euros a Marañón.